# Matthias Sauerbruch
Matthias Sauerbruch (* 4. Februar 1955 in Konstanz) ist ein deutscher Architekt, Stadtplaner und Hochschullehrer. Er ist Gründungspartner des Architekturbüros Sauerbruch Hutton.

## Biografie

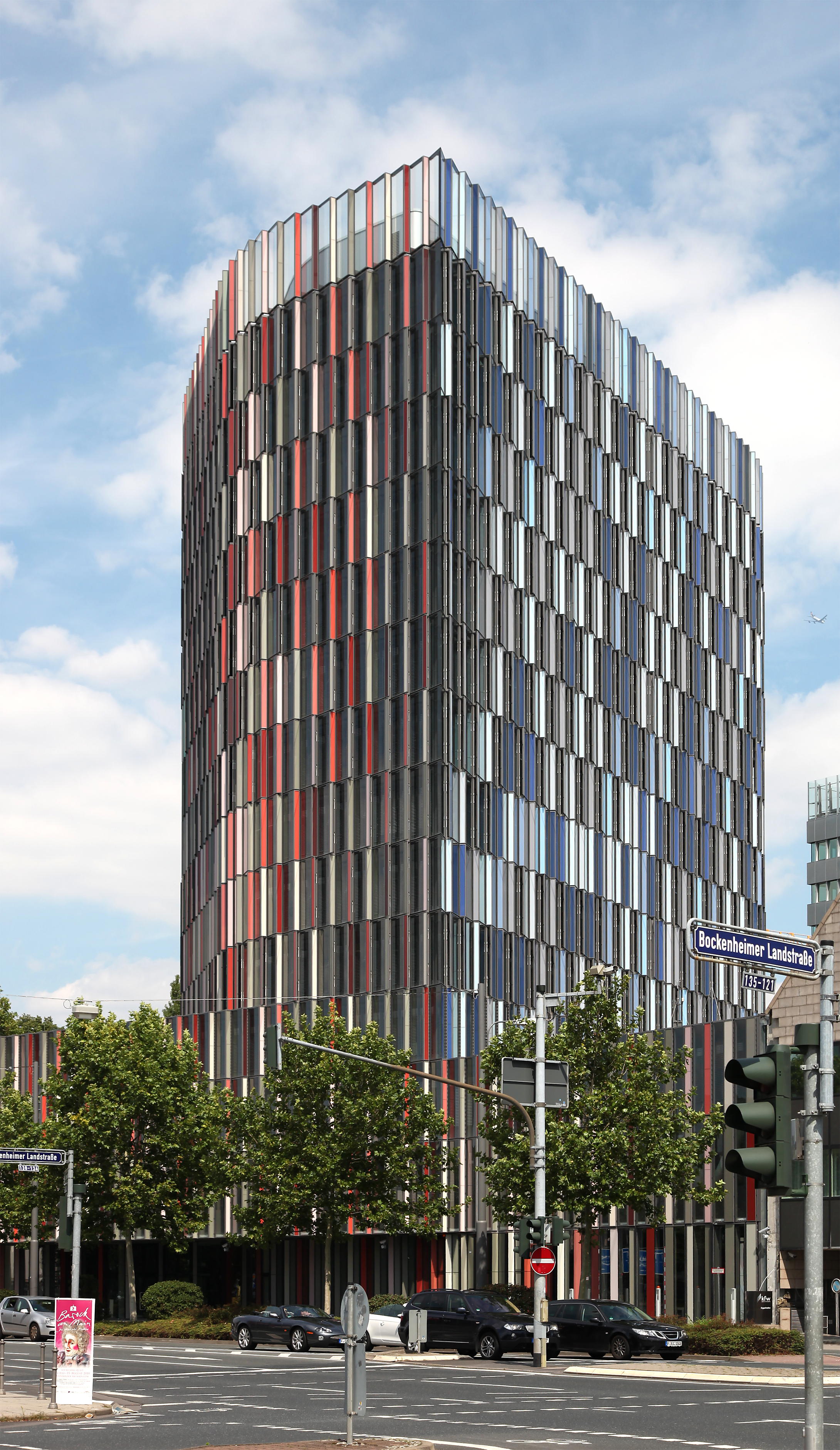
Westarkade in Frankfurt, 2006

### Ausbildung und Beruf
Matthias Sauerbruch ist der Sohn des Malers Hans Sauerbruch (1910–1996) und Enkel des Chirurgen Ferdinand Sauerbruch. Sein Bruder war der Kunstpädagoge Horst Sauerbruch.
Nach dem Abitur arbeitete er zwei Jahre in einem Architekturbüro in Stuttgart. Während dieser Zeit entschied er sich Bühnenbildner zu werden. Er studierte an der Hochschule der Künste Berlin und an der Architectural Association School of Architecture in London. Während seines Studiums an der UDK war er Komparse am Berliner Schillertheater. Von 1984 bis 1988 war er in London Partner des Büros Office for Metropolitan Architecture – OMA, wo er gemeinsam mit dem Gründungspartner Ilias Zengelis das Wohn- und Geschäftshaus am Checkpoint Charlie realisierte, ein Schlüsselprojekt der Internationalen Bauausstellung (IBA) Berlin.

### Büro und Hochschullehrer
Matthias Sauerbruch gründete 1989 zusammen mit Louisa Hutton das Büro für Architektur, Städtebau und Gestaltung Sauerbruch Hutton in London. Seit 1992 ist der Sitz des Büros Berlin. Das GSW-Hochhaus in Berlin-Kreuzberg war in den 1990er-Jahren das erste Großbauprojekt. Seitdem hat das Büro europaweit zahlreiche Projekte realisiert, darunter das Umweltbundesamt in Dessau und das Museum Brandhorst in München, die Erweiterung der Experimenta in Heilbronn sowie das Museumsquartier M9 in Venedig Mestre.
Von 1995 bis 2001 war Matthias Sauerbruch Professor an der Technischen Universität Berlin. Danach lehrte er von 2001 bis 2007 an der Staatlichen Akademie der Bildenden Künste Stuttgart. 2005 war Matthias Sauerbruch Gastprofessor an der University of Virginia. 2007–2010 war er, gemeinsam mit Louisa Hutton, Gastprofessor an der Universität Harvard (Harvard Graduate School of Design (GSD)) in Cambridge. 2013 war Sauerbruch Kurator der Ausstellung kultur:stadt für die Akademie der Künste in Berlin und das Kunsthaus Graz. Von 2012 bis 2014 war Sauerbruch Gastprofessor an der Universität der Künste, Berlin.

### Mitgliedschaften
Sauerbruch ist Mitglied der Akademie der Künste in Berlin, deren Sektion Baukunst er seit 2018 leitete, allerdings im Herbst 2021 bei der turnusmäßigen Neuwahl von Fritz Frenkler im Amt abgelöst wurde. Zudem ist er Honorary Fellow des American Institute of Architects AIA (seit 2013) sowie des Royal Institute of the Architects of Ireland RIAI (seit 2019).
Er gehört zu den Gründungsmitgliedern der 2007 gegründeten Deutschen Gesellschaft für Nachhaltiges Bauen.
Er war von 2010 bis 2014 Mitglied des Baukollegiums Zürich und der Münchner Kommission für Stadtgestaltung  (2016–2021) sowie Kuratoriumsmitglied der Stiftung Bauhaus Dessau, Jurymitglied der Villa Massimo der Deutschen Akademie Rom und Fellow am Institute for Urban Design in New York City.